# 杨文瑔
杨文瑔（1905年—1973年10月24日），四川省江安县红桥镇（今属兴文县玉屏乡）人。黄埔军校二期辎重兵科毕业，国民革命军中将。

## 生平
黄埔军校毕业后因成绩优异留校任第三、四期学生队区队长。历任国民革命军第一军第二师排、连、营长。
1946年3月13日军统局局长戴笠中将经北平来到天津，查办第九十四军副军长兼天津警备司令杨文瑔纳妾案。戴笠一行人员回程经停青岛飞赴上海为即将离任回美国第七舰队司令柯克海军上将送行，但因上海空域天气恶劣不能着陆，备降南京，飞机撞毁于南京戴山，机毁人亡。
1947年3月30日指挥整72师收复泰安。1947年4月20日华野参谋长陈士榘指挥三个纵队7个师发起泰蒙战役，整72师师部及2个旅据守泰安全军覆没，4月26日师长杨文瑔中将、副师长祝顺鲲中将、整编第34旅旅长李则尧少将、新编第13旅旅长杨本固少将等7名将官以下部众被俘。楊被俘後，至死拒絕被中共改造。
中华人民共和国成立后，监禁在北京功德林战犯管理所、（文革开始后）抚顺战犯管理所至病逝。據聞病逝前猶忠於老蔣，言：「蔣委員長萬歲。」

## 家庭
- 原配夫人夏国彬：辛亥元老夏之时的侄女。育有一女一子（杨明礼、杨明义）
- 续娶妻雍载华：北洋时期著名军火商雍剑秋的孙女，1946年迎娶。